# Chór Kozaków Kubańskich
Chór Kozaków Kubańskich (ros. Кубанский казачий хор) – rosyjski chór z siedzibą w Krasnodarze, specjalizujący się w ludowych pieśniach Rosji i Ukrainy, w tym zwłaszcza w pieśniach kozackich lub o Kozakach. Założony został w 1811 r.
Założony 14 października 1811 r. działał nieprzerwanie do roku 1921, kiedy to bolszewickie władze go rozwiązały. Początkowo funkcjonował pod nazwą Czarnomorski Wojskowy Chór Śpiewaczy, a od 1861 r. jako Kubański Wojskowy Chór Śpiewaczy. Reaktywowany w 1936 r. pod obecną nazwą, w 1939 r. zmienił nazwę na Zespół Pieśni i Tańca Kozaków Kubańskich. Powtórnie rozwiązany w 1961 r., reaktywował się w 1968 pod obecną nazwą.

## Nagrody
- Order Przyjaźni Narodów (1988)
- Order Świętego Dymitra Dońskiego (2011)